# Триангуляция (геодезия)

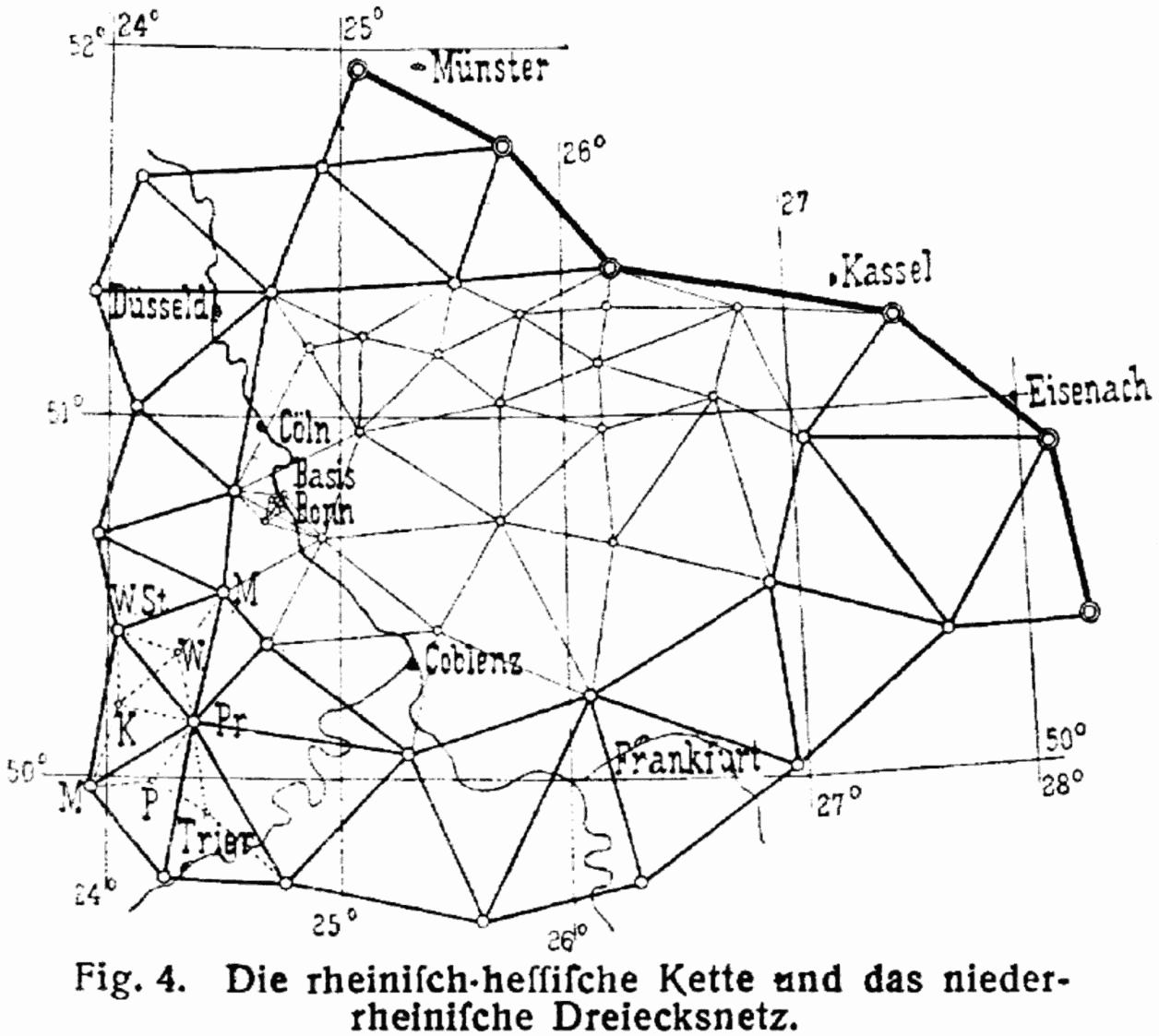
Схема триангуляции

Триангуляция — один из методов создания сети опорных геодезических пунктов, а также сама эта сеть.
Заключается в геодезическом построении на местности системы пунктов, образующих треугольники, у которых измеряются все углы и длины некоторых базовых (базисных) сторон.
Схема построения триангуляции зависит от геометрии объекта, технико-экономических условий, наличия парка приборов и квалификации исполнителей.
Триангуляция образует геодезические сети I-го, II-го, III-го и IV-го классов, а также применяется для построения геодезических сетей сгущения и съёмочного обоснования 1 и 2 разрядов.
Триангуляция может иметь вид цепочки треугольников, центральной системы (пример — город Москва), вставки в жёсткий угол и геодезического четырёхугольника.